# Jetée de Fleetwood
Pour les articles homonymes, voir Fleetwood, Pier.

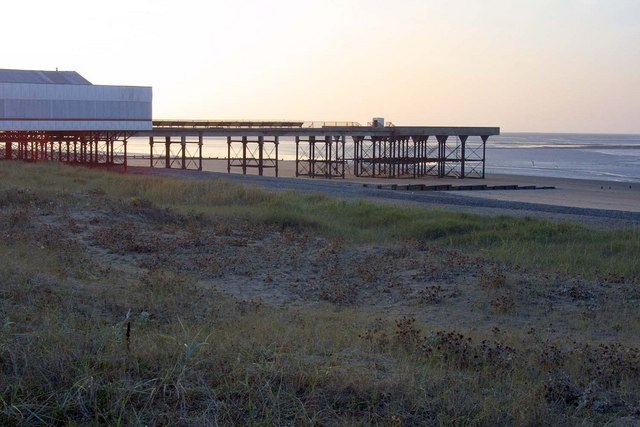
Fleetwood Pier

La jetée de Fleetwood (en anglais Fleetwood Pier), connue également sous le nom de Victoria Pier, est une jetée promenade située à Fleetwood, station balnéaire du nord-ouest de l'Angleterre. 

## Histoire

### De la construction à l'abandon
Elle fut construite en 1910 à la fin de l'âge d'or de la construction de jetées dans les hauts lieux du tourisme populaire et fut inaugurée en 1911. 
À l'exception d'une jetée construite en 1957 à Deal dans le Kent pour remplacer une structure endommagée au cours de la Seconde Guerre mondiale, la jetée de Fleetwood fut la dernière jetée promenade construite en Grande-Bretagne.  D'une longueur de 150 m, elle reste également une des plus courtes du pays.
Le Fleetwood Pier fut longtemps un complexe de loisirs comprenant cinéma, salle de danse, bars et machines à sous. Un incendie dont le foyer se trouvait dans le cinéma endommagea fortement  la jetée en 1952. Elle ne fut rouverte au public qu'en 1958. Très fréquentée dans les années soixante, la jetée perdit  de son importance avec le déclin du tourisme.

### L'incendie de 2008
À l'abandon depuis longtemps, le Fleetwood Pier fit l'objet d'un projet de reconversion au début du XXIe siècle; la construction sur le site d'un complexe d'appartements était à l'étude avant qu'un second incendie ne détruise totalement la jetée en 2008. 
L'incendie se déclara le 9 septembre 2008 vers 4h30 (heure locale). À l'arrivée des pompiers, le feu était important et la structure était déjà détruite. La cause de l'incendie n'a pas été déterminée.

## Pour en savoir plus